# Cecil Roy Richards
Cecil Roy Richards, avstralski častnik, vojaški pilot in letalski as, * 24. julij 1893, Garvoc, Victoria, † 28. marec 1973, Glenelg, Južna Avstralija.  	
Nadporočnik Richards je v svoji vojaški karieri dosegel 12 zračnih zmag.

## Odlikovanja
- Military Cross (MC)